# Marie-Michelle Vallon
Marie-Michelle Vallon, coniugata Passemard (25 giugno 1949), è un'ex cestista francese.

## Carriera
Con la Francia ha disputato i Campionati europei del 1970.